# Tonton Macoute (album)
Tonton Macoute è l'unico album pubblicato dall'omonimo gruppo nel 1971.

## Tracce
1. Just Like Stone – 6:30 (Reveler, French, Gavin, Knowles)
2. Don't Make Me Cry – 8:48 (Reveler, French, Gavin, Knowles)
3. Flying South In Winter – 6:26 (Reveler, French, Gavin, Knowles)
4. Dreams – 3:57 (Knowles)
5. You Make My Jelly Roll – 7:58 (Knowles)
6. Natural High Part I – 6:55 (French)
7. Natural High Part II – 3:53 (French)

Durata totale: 44:27

## Formazione
- Chris Gavin - basso, chitarre
- Dave Knowles - sax alto e tenore, flauto, voce
- Paul French - organo, piano, voce
- Nigel Reveler - percussioni